# Pseudophasma flavipenne
Pseudophasma flavipenne är en insektsart som först beskrevs av Ludwig Redtenbacher 1906.  Pseudophasma flavipenne ingår i släktet Pseudophasma och familjen Pseudophasmatidae. Inga underarter finns listade i Catalogue of Life.